# 靜岡縣
34°55′N 138°19′E / 34.917°N 138.317°E
靜岡縣（日语：／〔〕 Shizuoka ken */?）是日本的一個縣份，位於本州中部太平洋沿岸的東海地方，縣廳位於靜岡市，縣內有濱松市、靜岡市兩個政令指定都市。靜岡縣是日本人口第十多的縣，人口大多居住在東海道新幹線沿線的帶狀地區:214。靜岡縣的轄區範圍包括歷史上令制國中的駿河國、遠江國全境和伊豆國的大部分地區（不含伊豆群島地區）。現在靜岡縣也可以大致以富士川、大井川為界分為三個地區。不同的地形環境和歷史背景使得靜岡縣三大地區在文化、經濟上有較大不同，縣內一體性較低。但另一方面多樣的地理、文化特徵和地處東西日本分界線的位置使得靜岡縣有「日本的縮圖」之稱。
除了熱海與富士山等知名景點外，溫暖多日照的氣候和靠近大消費市場的地理位置使得靜岡縣農業發達:239，茶葉、柑橘等農產品的產量位居日本前列。同時靜岡縣在日本工業中也有重要位置，是本田技研工業、鈴木、山葉等日本代表性大企業的誕生地。日本東西交通的大動脈，東京和大阪之間的東海道有相當部分途徑靜岡縣，使得靜岡縣是日本的交通要地。

## 歷史

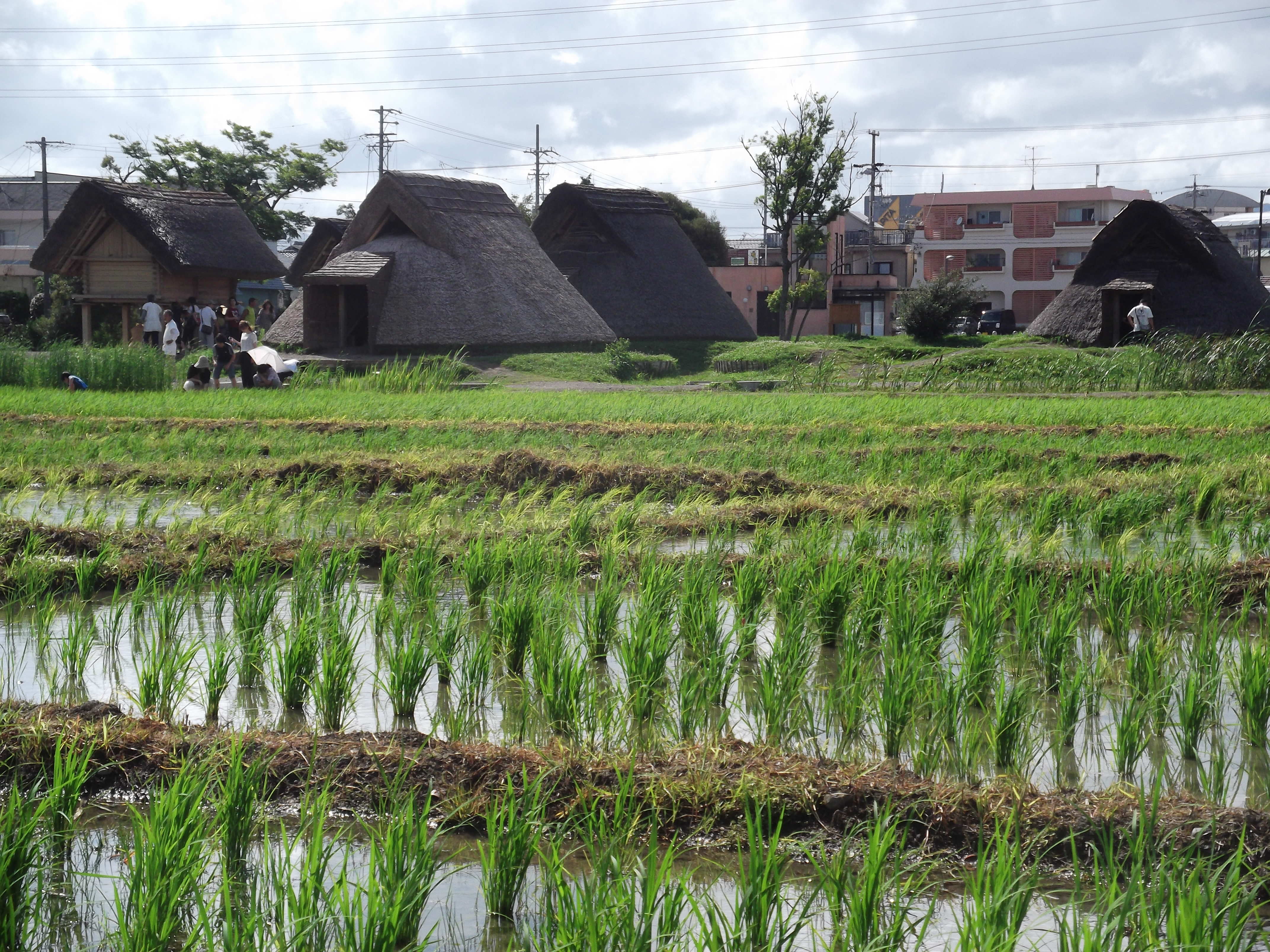
登呂遺跡

### 史前時代
靜岡縣西部濱松市在1962年發現了舊石器時代的人骨（濱北人），距今已有1萬4千年的歷史:18。靜岡縣內繩文時代遺跡眾多，其中前期的遺跡大多分佈在富士·愛鷹山麓至北伊豆地區，而後期的遺跡則大多位於大井川流域至濱名湖:19。在繩文時代，日本人的主要食物獲得手段仍以狩獵為主，但靜岡市的天王山遺跡已出土石斧等工具，顯示這一時期靜岡縣可能已有原始農耕出現:19。進入彌生時代之後，農耕文化開始在日本普及。靜岡縣內最大的彌生時代遺跡是靜岡市的登呂遺跡。登呂遺跡出土了各種豐富的文物，並且是二戰後日本考古學發展的重要契機，在日本考古學上有重要地位:20。靜岡縣的古墳時代早期遺跡有濱松市的伊場遺跡等地:20。4世紀時期的谷津山古墳是靜岡縣規模最大的前方後圓墳:21。

### 飛鳥時代至鎌倉時代
在大化改新之後，日本開始實施律令制，現在的靜岡縣分為駿河、遠江、伊豆三國:21。隨著佛教的普及，日本各地均興建了國分寺。駿河、遠江、伊豆三國的國分寺遺跡均已發現，其中遠江國分寺是特別史跡。律令制原本規定各地土地皆為公有。但自8世紀開始，土地私有不斷進展，莊園因此成為各地實際的統治者。伊豆在平安時代時曾是流放犯罪者的偏遠地區。1180年（治承4年），被流放伊豆長達21年的源賴朝在伊豆舉兵，源平合戰隨之開始:25。鎌倉幕府成立之後，北條氏被任命為駿河、遠江、伊豆三國的守護:26。承久之亂中，靜岡的武士大多支持幕府一方，結果使得武士對當地的統治更得到加強:26。在鎌倉時代，駿河、遠江、伊豆三國雖然天台宗、真言宗等舊佛教的影響力較強，但臨濟宗、日蓮宗等鎌倉新佛教也有發展:27。

### 室町時代至安土桃山時代
今川氏在南北朝至戰國末期是駿河國的守護大名，並且還實際控制有遠江國，是當時的一大勢力:28。16世紀中期，今川義元和甲斐國的武田信玄、相模國的北條氏康結盟，得以無後顧之憂的擴大自身領土:31。在鼎盛時期，今川氏的控制範圍達駿河、遠江、三河三國和尾張國的部分地區。然而在1560年（永祿3年）的桶狹間之戰中，今川義元死於織田信長的突襲，並導致今川氏自此開始瓦解:31。三河國的德川家康首先宣告自立，脫離今川氏控制並開始攻入遠江。此後今川氏和武田氏之間的同盟也被廢棄，陷入德川家康和武田信玄的夾擊之中。1568年（永祿11年），今川氏宣告滅亡:31。
今川氏滅亡之後，德川家康和武田信玄瓜分了今川氏的領土。1570年（元龜元年），德川家康和武田信玄決裂，兩者之間一度展開激烈戰鬥:32。1581年（天正9年），德川家康攻下高天神城，確立了對遠江國的統治。翌年武田氏被滅，駿河國也進入德川家康的控制範圍:32。本能寺之變後，德川家康的勢力範圍更擴大到甲斐、信濃兩國，成為一大勢力。然而1591年（天正18年），豐臣秀吉改封德川家康至關東地方。駿河、遠江兩國變為豐臣政權圍堵德川氏的前線:32。中村一氏成為新的駿河國統治者。山內一豐、堀尾吉晴則被封至遠江國:32。

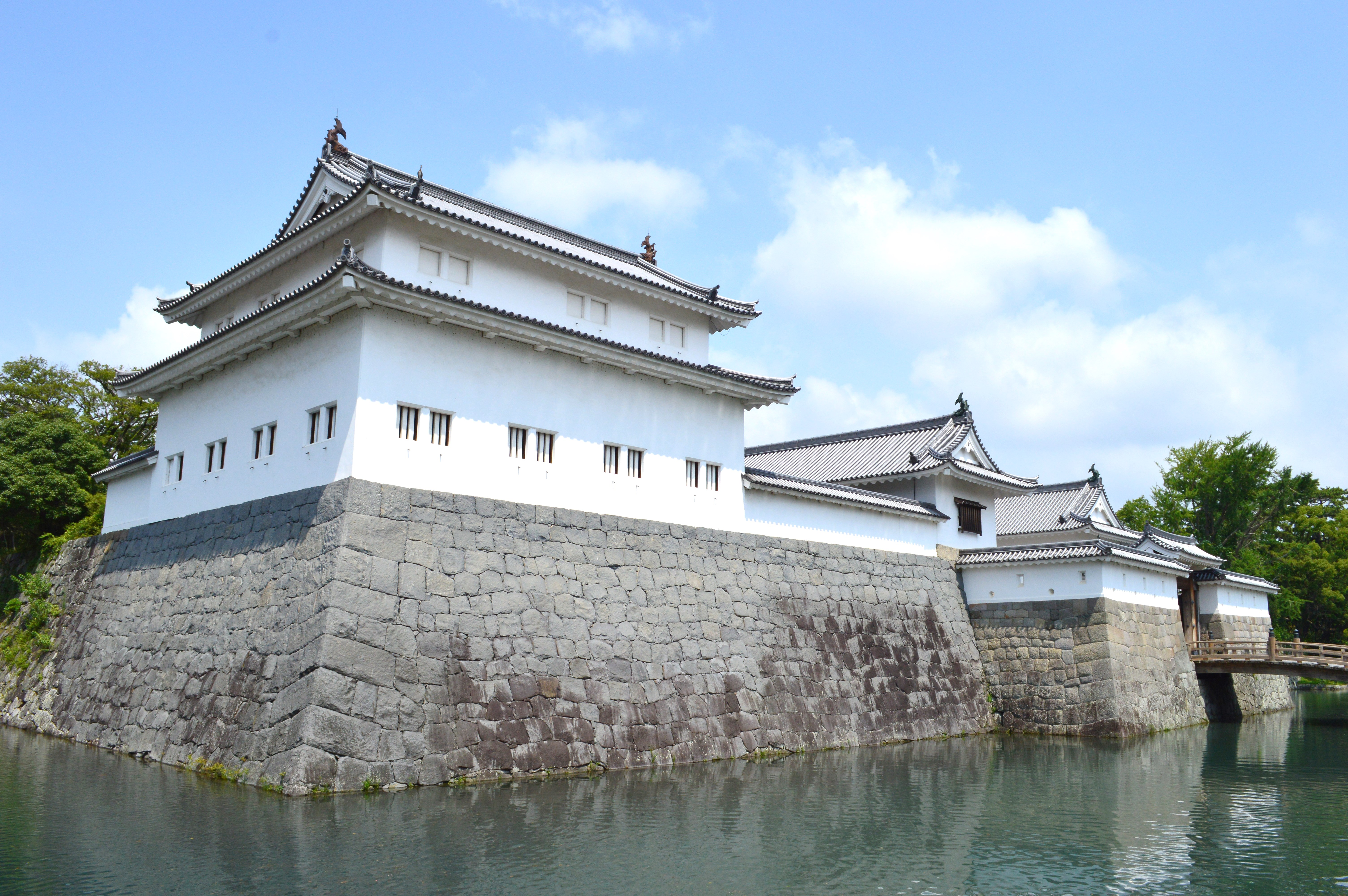
駿府城

### 江戶時代
關原之戰後，豐臣系大名被逐出駿河、遠江兩國，取而代之的是德川系大名:33。德川家康在把將軍職務讓給德川秀忠之後退隱駿府，展開大御所政治，使得這一時期的駿府和江戶並為日本政治的兩大中心。江戶時代的伊豆、駿河、遠江三國分為幕府直轄領的譜代大名的藩領、旗本領，小藩林立且頻繁發生藩主轉封的情況，局勢頗為複雜。三國主要的藩有沼津藩、田中藩、小島藩、相良藩、横須賀藩、濱松藩、掛川藩、堀江藩等:33。在東海道五十三次中，有22個宿場位於駿河、遠江兩國:35。交通要道東海道旅人絡繹不絕，帶動了沿線宿場町經濟的發展:35。駿河、遠江、伊豆三國在江戶時代均積極進行新田開發，耕地面積大幅擴大，農業生產力因此明顯提高:35。現在靜岡縣農業的主要部分茶樹種植也是自江戶時代開始興盛:36。但另一方面，逢飢荒發生時，各地也有發生百姓一揆等暴亂:38。江戶時代也是私塾等教育機構大幅增加的時代，民眾的文化水準也因此有很大提高:38。

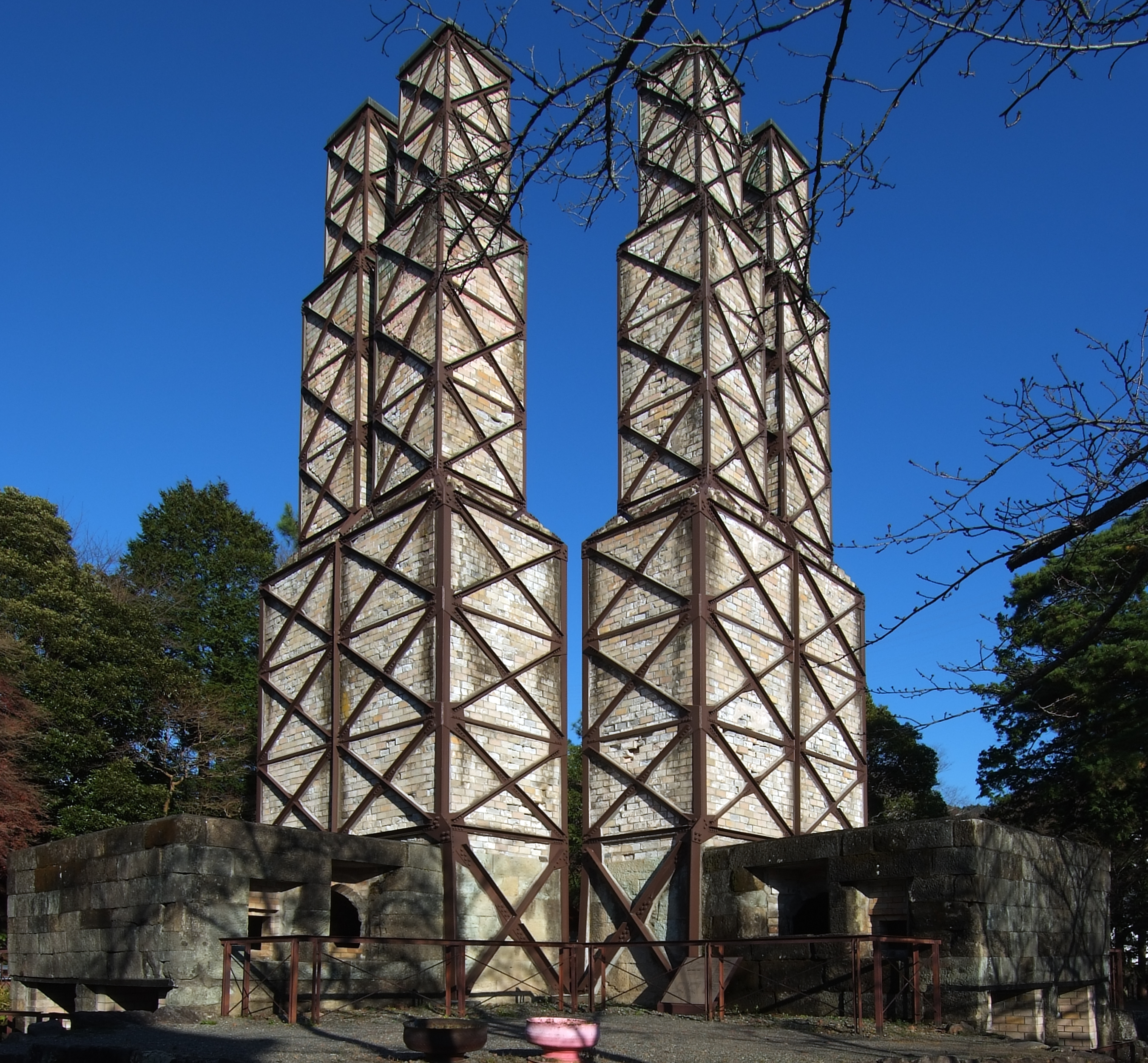
韮山反射爐

### 靜岡縣的設立
1854年（安政元年），日美兩國簽訂神奈川條約，開放伊豆半島南端的下田為貿易港。1867年（慶應3年）大政奉還之後，新政府設立靜岡藩，管轄範圍包括駿河、遠江兩國，德川家達被任命為靜岡藩藩主:39。1871年廢藩置縣之後，靜岡藩改為靜岡縣。在同年年底，靜岡縣內駿河國部分仍為靜岡縣，遠江國部分分出濱松縣，伊豆半島地區則屬於足柄縣。1876年4月，足柄縣的伊豆國部分被劃入靜岡縣。同年8月，濱松縣被劃入靜岡縣。1878年，伊豆群島改歸入東京府（現東京都），靜岡縣確立了現在的轄區範圍:39。遠江地方在併入靜岡縣之後曾一度對靜岡縣政偏重駿河及伊豆地方的情況不滿，發起濱松縣再置運動，但最後不了了之:469。
靜岡縣在明治維新之後快速開始近代化。1889年，靜岡縣內的東海道本線通車，開始了靜岡縣的鐵路史，並帶動靜岡縣產業的近代化。清水港的開港更加快靜岡茶的出口:40。1918年的米騷動也波及到了靜岡縣，當局出動軍隊才得以鎮壓騷動:40。米騷動雖被鎮壓，但卻對之後的勞動、農民運動產生重大影響。大正末期時靜岡縣罷工頻繁，勞動運動發展到頂峰:40。隨著戰爭氣氛日益升溫，靜岡縣的產業也開始軍事化。清水港在二戰時期是日本重要的飛機零件和航空用燃油的生產地:41。1945年6月之後，靜岡縣也開始遭到美軍空襲。濱松市在二戰期間遭到美軍27次空襲，被害程度是日本第六位。
在駐日盟軍總司令佔據期間，靜岡縣實施了新學制、土地改革等重大改革:41。1954年，靜岡縣漁船第五福龍丸在捕魚時遭到比基尼環礁氫彈爆炸波及，引發日本各地大規模的反核武器運動:41。在1950年代和1960年代，靜岡縣內竣工了佐久間水庫、東海道新幹線、東名高速公路等大型工程，縣土得到急速開發:41。但另一方面，迅速的工業化過程也帶來公害等環境問題，引發了住民反對石化工廠設廠等環保運動:41。靜岡縣縣廳所在地靜岡市在2003年和清水市進行合併，並在兩年後升格成為政令指定都市。而靜岡縣人口最多的城市濱松市也在2005年進行大規模合併，並在兩年後升格成為政令指定都市。2009年，靜岡縣開通了縣內首個民航機場。但另一方面，靜岡縣亦面臨伊豆地方過疏現象嚴重、新產業的培育等新的問題。

## 地理

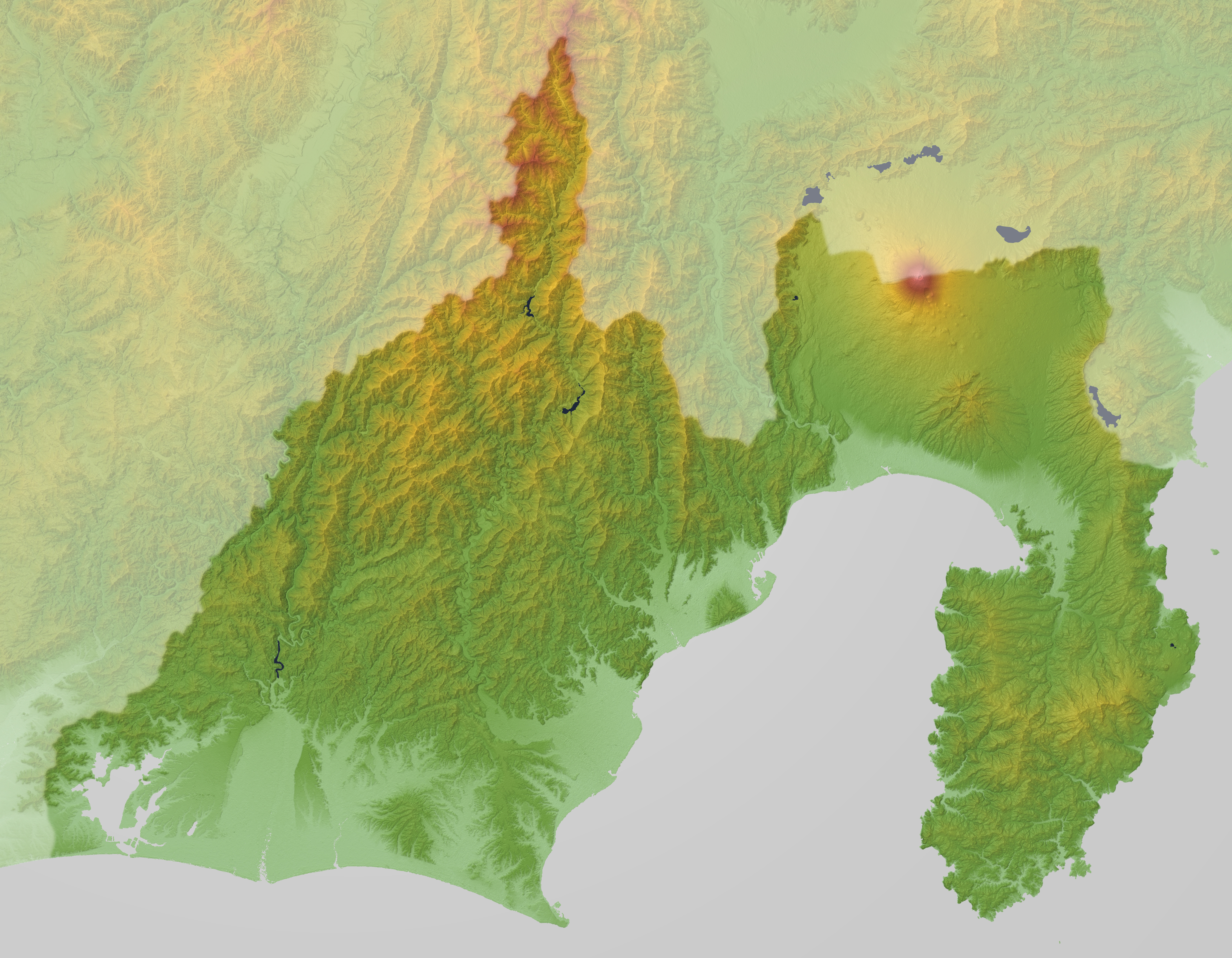
靜岡縣地形圖

靜岡縣面積7,777.43平方公里，是日本面積第13大縣。縣境東西寬約155公里，南北長約118公里，海岸線全長超過500公里，山地面積佔縣總面積的約七成:18。
以糸魚川靜岡構造線為界，靜岡縣東西的地形地質有很大不同。糸魚川靜岡構造線以東的地區屬於大地溝帶，多火山和溫泉。富士火山帶包括了富士山、愛鷹山、箱根山，是這一地區地勢最高的地區:212。富士山標高3,776米，橫跨靜岡、山梨兩縣，是日本最高的山峰，其圓錐形山體是日本的象徵:245。另一方面，富士山也是活動較為頻繁的火山，最近一次大噴發是1707年的寶永大噴發。這次噴發還導致富士山麓出現名為寶永山的寄生火山。富士山地區的降水大多滲入地下成為地下水，部分在之後湧出地面，使得富士山麓湧泉眾多，水資源充沛。富士山南側的愛鷹山是形成於洪積世中期的複合火山:245。除了火山之外，這一地區少有高峰。伊豆半島是本州唯一處在菲律賓海板塊上的陸地，大部分陸地都是由海底火山噴發和板塊運動所產生。活躍的火山活動使得伊豆半島的溫泉眾多。伊豆半島的海岸線屬於谷灣式海岸，頗為複雜:212。靜岡縣西部的大多數地區屬於赤石山脈。位於山梨縣和靜岡縣交界處的間之岳標高3,190米，是日本第三高峰，也是靜岡縣富士山以西地區的最高峰。靜岡縣沿海地區的遠州平原、志太平原、靜岡平原是扇形沖積平原，也是靜岡縣主要的人口聚居區:212。平原之間有牧之原、磐田原、三方原等洪積台地。
靜岡縣內有大井川、天龍川、狩野川、富士川、安倍川、菊川六條一級河川。安倍川是日本一級河川中水質最優的河川。富士川是「日本三大急流」之一，河口寬度也是日本第一。位於靜岡縣西南部的濱名湖面積65平方公里，是日本面積第十大湖泊。濱名湖的湖岸線地形複雜，湖岸線長度是日本首位。
靜岡縣擁有富士箱根伊豆國立公園、南阿爾卑斯國立公園兩處國立公園和天龍奧三河國定公園一處國定公園。富士箱根伊豆國立公園以火山地形而著稱，公園超過三成的面積位於靜岡縣內。南阿爾卑斯國立公園是日本屈指的山岳國立公園，其中近一成面積位於靜岡縣內。天龍奧三河國定公園橫跨愛知、長野、靜岡三縣，以山地和溪谷景觀著稱，靜岡縣有其中近兩成面積。

### 氣候

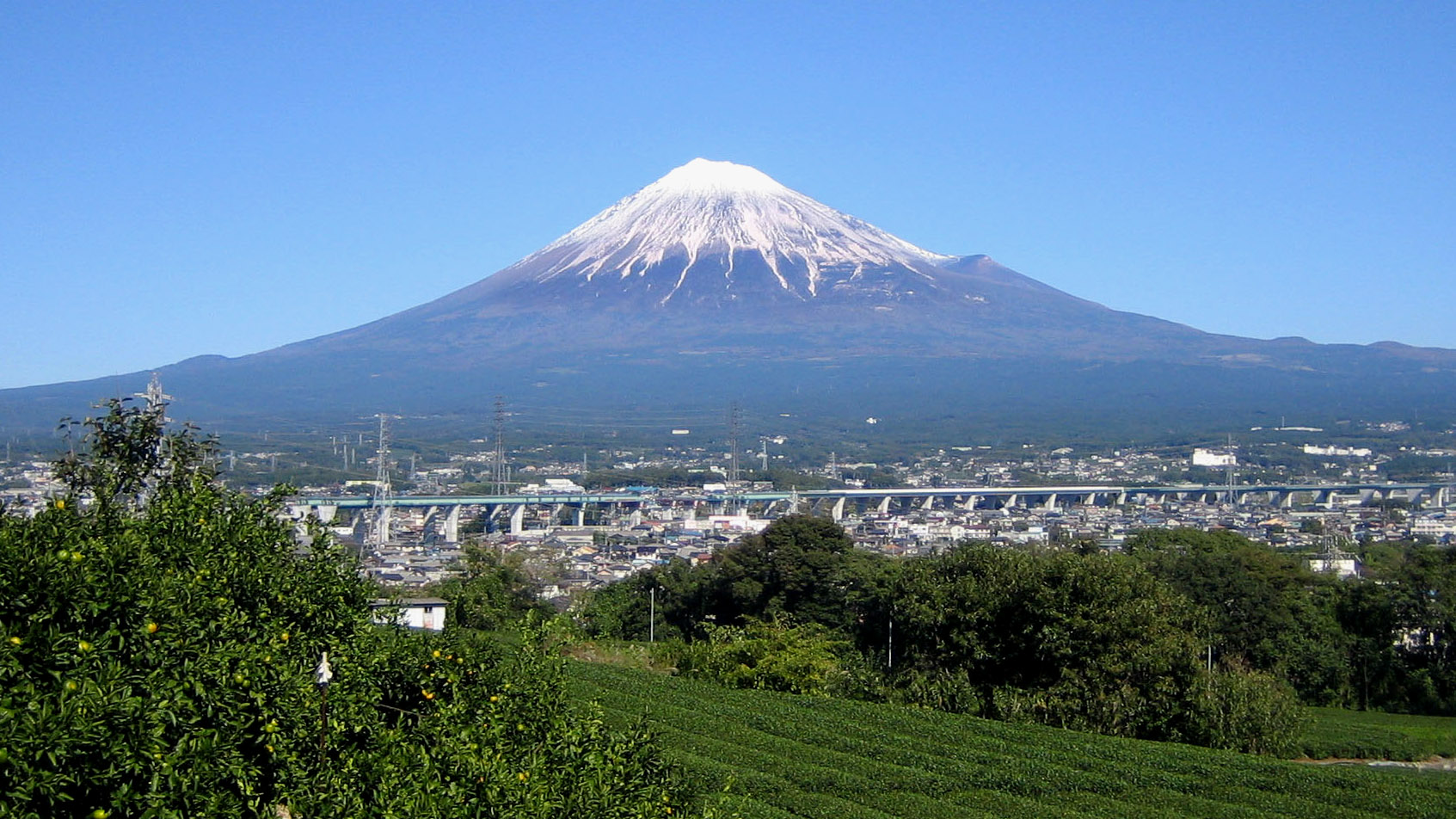
富士市的富士山景色

靜岡全縣屬於太平洋側氣候，但由於地形複雜且縣內標高差是日本最大，因此各地氣候有很大不同，可以分為內陸性氣候的山區地區和海洋性氣候的沿海地區。受到黑潮的影響，靜岡縣沿海地區即使在冬季也較為溫暖，很少出現降雪，並且多晴朗乾燥天氣。沿海地區在夏季則天氣高溫多濕，有時會受到颱風影響，年降水量約有2,000毫米:212。伊豆地方南部和北部、東海岸和西海岸的氣象特性迥異。沿海地區氣候溫暖，內陸地區則溫差較大，山區部分地區在冬季有積雪。西部的遠州地區是靜岡縣降水最少的地區。御前崎市的氣象觀測點是日本主要氣象觀測點中日照時間最長的觀測點，濱松市亦名列第三。靜岡縣的山區則即使在夏季也天氣涼爽，冬季則頗為寒冷，部分地區更是豪雪地帶。山區部分地區的年降水量可達3,000毫米，水資源十分豐富。

### 行政區劃
靜岡縣可以以富士川和大井川為界分為東部、中部、西部三個地區，其中東部地區又可分為狹義的東部和伊豆兩個地區。靜岡縣東部縣民生活中心管轄範圍包括富士市、沼津市、御殿場市、富士宮市、裾野市、清水町、長泉町、小山町（以上是狹義的東部地區）、三島市、伊東市、熱海市、下田市、伊豆市、伊豆之國市、東伊豆町、河津町、南伊豆町、松崎町、西伊豆町、函南町（以上是伊豆地區）。中部縣民生活中心管轄範圍包括靜岡市、島田市、燒津市、藤枝市、牧之原市、吉田町、川根本町。西部縣民生活中心管轄範圍包括濱松市、磐田市、掛川市、袋井市、湖西市、御前崎市、菊川市、森町。

## 人口
1920年日本首次人口普查時，靜岡縣有人口約155萬人:212。此後靜岡縣人口穩定增加，在1940年時突破200萬人大關。二戰後靜岡縣人口一度急速增加。1947年時，靜岡縣有人口約235.3萬人:212。1960年代後，靜岡縣人口增長幅度穩定在5%以上，並在1970年人口普查時突破300萬大關:212。然而1975年之後，靜岡縣的人口增長率逐漸減少，2005年之後更開始出現人口減少的局面。2017年5月1日時，靜岡縣有人口3,675,267人。2015年時，65歲以上人口佔靜岡縣總人口的27.8%。就人口分佈來看，濱松市是靜岡縣人口最多城市，其次是靜岡市，兩者合計佔靜岡縣總人口的約四成。富士市的人口超過20萬人，是施行時特例市。靜岡縣共有10個人口10萬人以上的城市。由於老齡化、少子化的影響，靜岡縣自2008年開始人口的自然增長率就是負數。靜岡縣自1995年開始是人口流出縣。近年靜岡縣的人口流出率有加大的情況，加快了靜岡縣人口減少速度。伊豆半島是靜岡縣人口減少速度最快的地區，其次是中部地區。而東部地區和西部地區的人口減少速度則較為緩慢。2014年，靜岡縣的總和生育率有1.5，略高於日本平均值。東部的裾野市及長泉町是靜岡縣總和生育率最高的自治體，達1.82。而熱海市的總和生育率只有1.22。

## 政治

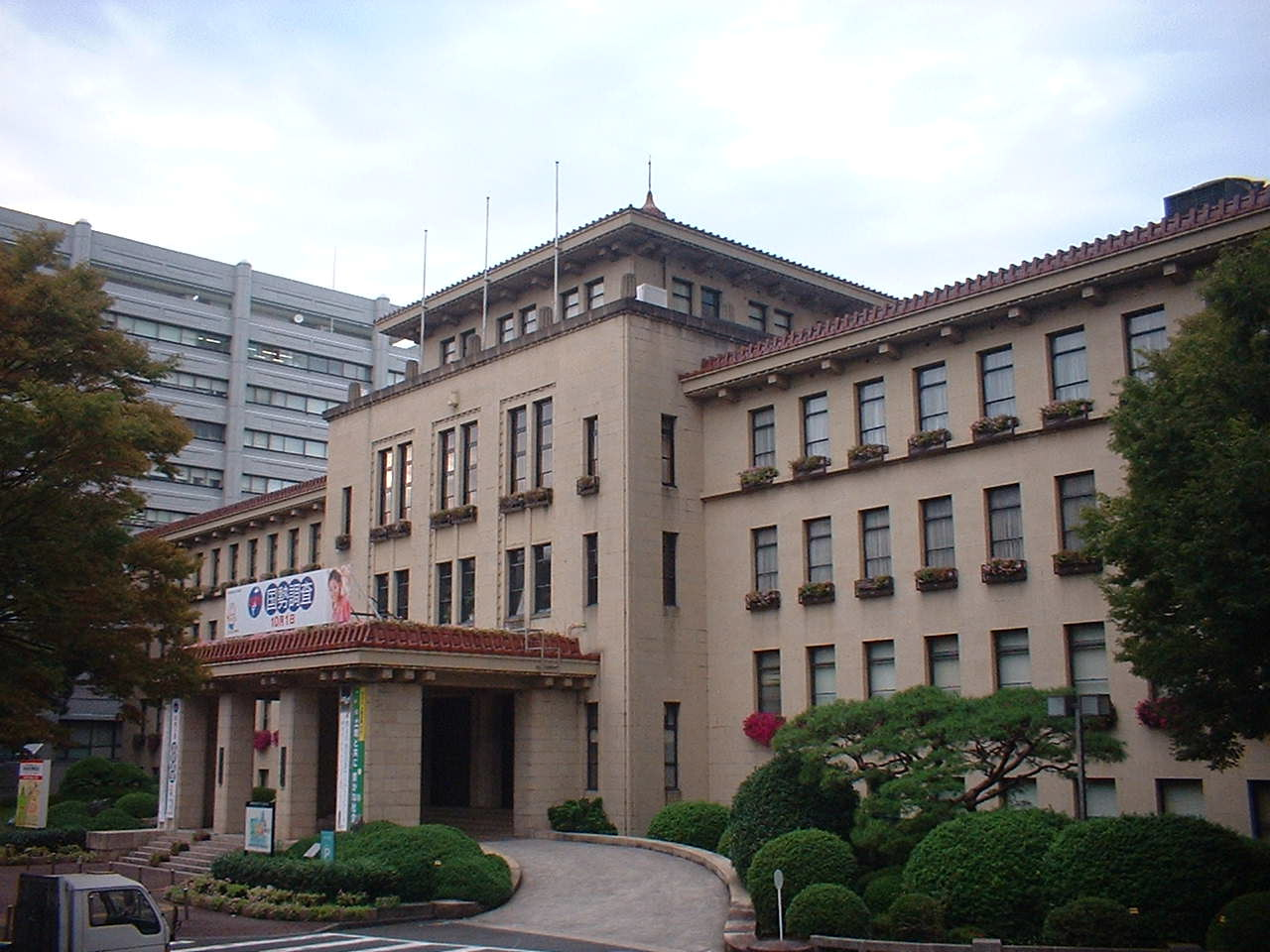
靜岡縣廳

1996年日本導入小選舉區制之後，在眾議院選舉中，靜岡縣被劃分為8個選舉區。這八個選舉區中，2區、3區、8區、7區、4區是自民黨優勢的選區。1區曾呈現自民黨和民主黨互有勝負的局面，但在最近的兩次選舉中皆由自民黨取勝。5區、6區則是民主黨優勢的選區。在2014年日本眾議院選舉中，自民黨獲得靜岡縣八個議席中的六個議席，民主黨則在5區、6區獲勝。2017年日本眾議院選舉也呈現和2014年同樣局面，除了由民主黨的繼承政黨之一希望之黨候選人當選的5區、6區之外，其他選區皆是自民黨候選人當選。2021年日本眾議院選舉時，除了立憲民主黨人士當選的3區、8區和無黨籍人士細野豪志當選的5區之外，靜岡縣其它各選區均由自民黨人士當選。
在參議院選舉中，靜岡縣屬於靜岡縣選舉區，共有4名議員，每次改選2名議員。靜岡縣選舉區長期呈現自民黨和民主黨瓜分兩個議席的局面，2022年參議院選舉亦由自民黨和前民進黨候選人各自當選的格局。
靜岡縣知事大多由保守派人士當選。2024年，前濱松市長鈴木康友當選靜岡縣知事。靜岡縣議會共有68名議員，其中自民改革會議是最大黨派，有39名議員。2015年度，靜岡縣財政收入12,273億日元，支出12,136億日元，支出規模是日本第12位，略有實現財政盈餘。2015年度，靜岡縣的財政力指數有0.71，位列日本第七。

## 經濟
2014年度，靜岡縣縣內生產總值佔日本總量的3%，人均縣民所得位居日本第三，僅次於東京都和愛知縣。2015年度，靜岡縣縣內生產總值有158,431億日元，人均縣民所得有327.8萬日元。

### 第一產業
2015年，靜岡縣經營耕地面積有42,001公頃，總農家數61,093戶，農業就業人口57,322人。2014年，靜岡縣的農業生產額有2,154億日元，排名日本第15位，其中蔬菜類和畜產類的比重最大，兩者合計佔過半比例。靜岡縣是日本最大的茶葉產地，茶園面積和收穫量佔日本的四成，且在品質上也享有盛譽。牧之原台地是靜岡縣最大的茶葉產區:228。靜岡縣的溫州蜜柑和山葵產量也是日本第一。天龍川流域的天龍林業地是日本著名的美林:213。靜岡縣的森林覆蓋率達64%，林業生產額排名日本第11位。靜岡縣沿岸漁場生產性頗高。2014年，靜岡縣漁業生產量超過20萬噸，排名日本第六位。靜岡縣捕撈的魚類中以鰹魚比例最高，燒津港是日本鰹魚漁獲量最多的漁港。靜岡縣的魩仔魚、正櫻蝦產量是日本第一。濱名湖是日本重要的鰻魚養殖地。

### 第二產業

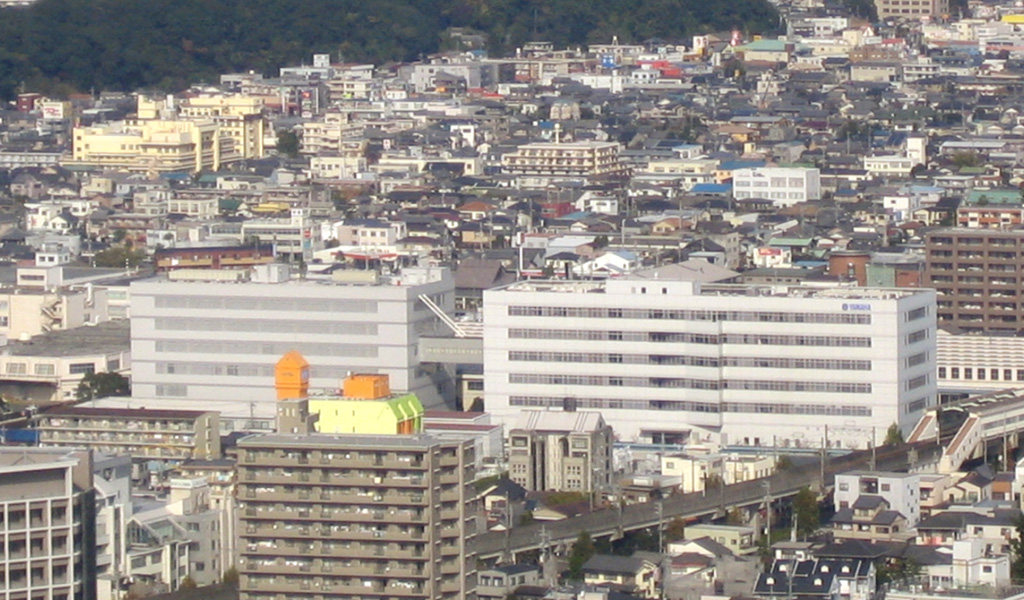
山葉公司總部

2014年，靜岡縣工業品生產額達160,507億日元，其中以輸送機械比例最高，之後依次是食品飲料、電氣機械、化學工業、造紙業。就地理分佈來看，以濱松市比例最高，佔總值的12.5%。磐田市、靜岡市、湖西市的比例均在11%附近，排名第五的富士市佔比8.5%。靜岡縣是日本唯一的鋼琴產地，並且也是
靜岡縣中西部沿海地區構成了東海工業地區，輸送機械的生產額位居日本次席。以濱松市為中心的靜岡縣西南部地區是靜岡工業的核心地區，輸送機械和樂器產業發達。本田技研工業、鈴木、山葉、河合樂器等日本著名的製造業企業都創業於濱松市。現在鈴木、山葉、河合樂器的總部仍然位於濱松市，並且日本另一樂器巨頭樂蘭公司也在2005年將總部從大阪市搬遷到濱松市。濱松市附近的磐田市、湖西市等地則聚集了眾多這些企業及其相關企業的工廠:222。靜岡縣中部最大的工業地區是靜岡市的清水地區，這一地區有日本輕金属的工廠，是日本鋁冶煉業的中心。
靜岡市的木漆產業有著悠久的傳統:241，受到當時德川家族的召集，自戰國時代就開始發展產業集群，而做出所謂的駿河指物等極其精巧的木作聞名，有意思的是隨著時代的發展，至今紀念德川家康的久能山東照宮，甚至仍有不少模型製作廠商前來奉納如科幻與戰艦的模型等，而這一切之所以有淵源是因為，當地企業將這些跨越了時代的木漆產業的技術發揚至鋼彈模型所致，比如青島文化教材社等娉用的木造模型技師，戰後隨著石化產業的發展，開始進入模型產業，使得靜岡縣現在是日本最大的塑料模型產地，每年5月更舉辦模型展銷會。靜岡縣東部的富士市造紙產業發達，造紙及相關產業佔富士市工業產值的三成比例。但現在化學、機械、電子產業也在富士市工業有重要地位:250。

### 第三產業
靜岡縣內有靜岡銀行、駿河銀行、靜岡中央銀行、清水銀行四家地方銀行。擁有四家地方銀行的靜岡縣是地方銀行的激戰區，其中市場佔有率最高的靜岡銀行有「地銀之雄」之稱，總資產排名日本第三位，和橫濱銀行、千葉銀行並列為三大地銀之一。2014年，靜岡縣批發業商品銷售額有57,293億日元，零售業商品銷售額有37,225億日元。靜岡市和濱松市兩者合計佔靜岡縣商品銷售額的六成，但兩者的商業現狀大相徑庭。濱松市由於汽車社會進展度較高，市民的購物行動外流至郊外的大型購物中心，導致市中心出現嚴重的空洞化問題。而靜岡市則對大型購物中心的開設進行嚴格管制，使得市中心的商店街仍較為繁盛。靜岡市的吳服町名店街是一店逸品運動的發祥地，被中小企業廳選為商店街活性化的典範。靜岡縣擁有富士山等重量級觀光資源。2015年，來訪靜岡縣的觀光客人數達1.49億人，連續三年創出新高，其中又以伊豆地區和富士山麓地區的觀光客人數最多。

## 文化

### 方言
靜岡縣內的方言總稱為靜岡方言，屬於西日本方言和東日本方言過渡區的東海東山方言。靜岡縣方言因和長野縣方言及山梨縣方言有類似之處，三者合稱為長野·山梨·静岡方言:6。靜岡方言可以分為富士川以東和伊豆地方的東部方言、富士川以西大井川以東之間地區的中部方言、大井川以西的遠州方言、大井川上游部分地區的井川方言:7。東部方言有元音無聲化等現象發生，受西關東方言的影響較強:7。靜岡縣的大多數地區是東京式重音:14，但井川方言是東海地方唯一的無重音地區，在音韻和文法上面也有獨自特色，屬於語言島:9。

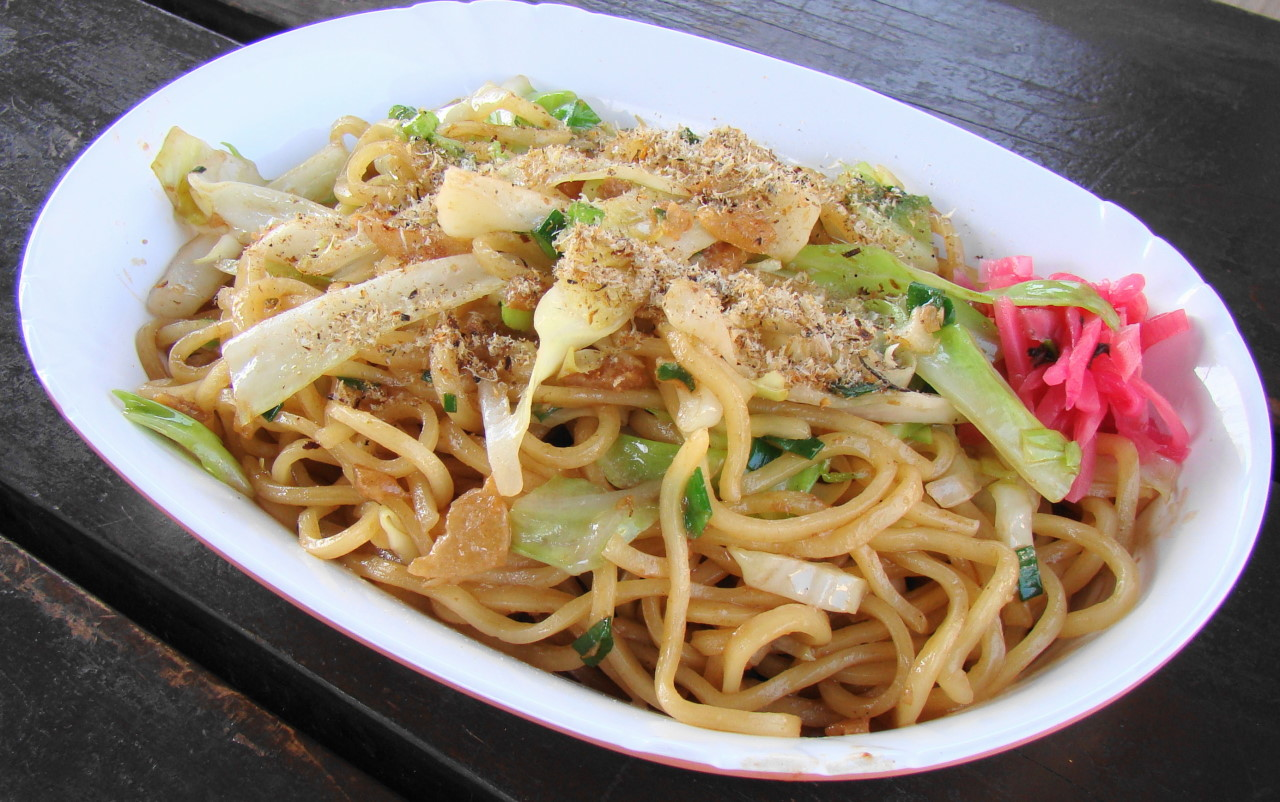
富士宮炒麵

### 飲食
發達的農業孕育了靜岡縣特有的飲食文化。靜岡縣具代表性的特色菜餚有濱松餃子、靜岡關東煮、富士宮炒麵等。濱松市是日本人均餃子消費量最多的城市之一，當地餃子的有在油煎時排成圓形、食用時佐以豆芽等特徵。靜岡關東煮誕生於大正時代的靜岡市。現在靜岡站附近地區的青葉關東煮街地區聚集了超過70家提供關東煮的餐館。在食用時撒上青海苔是靜岡關東煮的特徵之一。富士宮炒麵是日本最著名的B級美食之一，以勁道的口感而著稱，是飲食帶動地域振興的典範案例。靜岡縣茶葉產量豐富，在米飯烹飪過程中加入茶葉的茶飯在靜岡縣的部分地區十分普及。

### 節慶活動
濱松祭開始於1948年，以風箏大賽而著稱。清水港祭在靜岡市的清水區舉行，海上煙花大會是整個活動的高潮。島田市每三年舉辦一次的島田大祭是日本三大奇祭之一，已有超過300年的歷史。東伊豆町的鈍付祭是日本著名的奇祭，以巨大的男性生殖器神轎而著稱。熱海市來宮神社在每年7月14日至16日舉行例祭，其中7月15日晚上的山車巡遊是例祭的高峰，每年有超過30個山車參加，當地民眾參與度也很高，已成為熱海夏季最具代表性的活動。富士山御神火祭在每年八月第一個禮拜六舉行，將神火自富士山山頂通過神轎運到富士宮市區。

### 媒體
靜岡新聞的日發行量超過60萬份，發行範圍覆蓋靜岡全縣，分為東部版、中部版、西部版，是靜岡縣內市場佔有率最高的報紙。中部地方最大報社中日新聞社在靜岡縣西部及中部發行中日新聞，東部發行東京新聞。日本各大全國報紙在靜岡縣也均有發行。靜岡縣內還有伊豆新聞、熱海新聞、沼津新聞、岳陽新聞等只在較小範圍發行的新聞。NHK在靜岡縣內設有NHK靜岡放送局和NHK濱松支局兩個據點。靜岡縣內有NNN的靜岡第一電視台（SDT）、ANN的靜岡朝日電視台（SATV）、JNN的靜岡放送（SBS）、FNN的靜岡電視台（SUT）四家民營電視台。

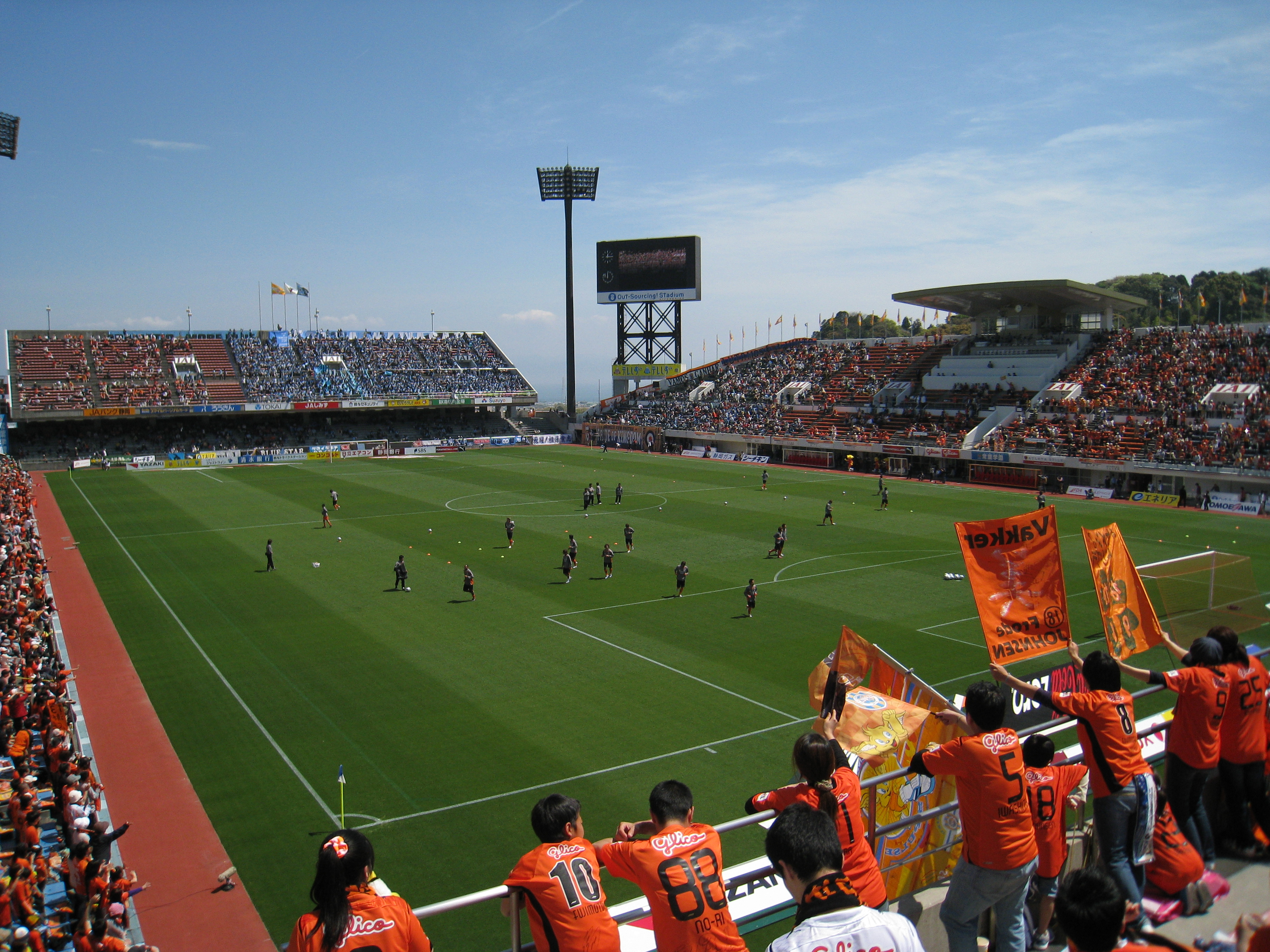
清水日本平運動公園球場是清水心跳的主場球場

### 體育
靜岡縣足球文化興盛，是日本少年足球的發祥地，为日本足球崛起时期发挥最重要作用，足球人口比例也和埼玉縣並列日本第一，并孕育了三浦知良，中山雅史，名波浩，川口能活，小野伸二，高原直泰，长谷部诚，內田篤人等知名球星，著名漫画足球小将作者也在此取材。靜岡縣內有清水心跳、磐田喜悅、藤枝MYFC、沼津青藍四家日本職業足球聯賽的球隊，其中清水心跳是J聯賽的創始球隊之一。清水心跳和磐田喜悅之間的比賽被稱為靜岡德比，對抗十分激烈。靜岡縣內還舉辦有靜岡馬拉松、濱松城市馬拉松等普通市民亦可參加的體育活動。

### 教育
靜岡大學設立於1949年，前身包括舊制靜岡高等學校、靜岡第一師範學校、靜岡第二師範學校、靜岡青年師範學校、濱松工業專門學校。現在靜岡大學在靜岡市和濱松市都設有校區，設有人文社會科學、教育學、信息學、理學、工學、農學六個學院，擁有超過1萬名學生。濱松醫科大學是靜岡縣的另一所國立大學，成立於1974年。靜岡縣還設有靜岡縣立大學和静岡文化藝術大學兩家公立大學。靜岡縣內有靜岡英和學院大學、常葉大學等多座私立大學，日本大學（國際關係學部）、東海大學（海洋學部）等總部位於靜岡縣外的大學在靜岡縣內亦設有校區。

## 交通

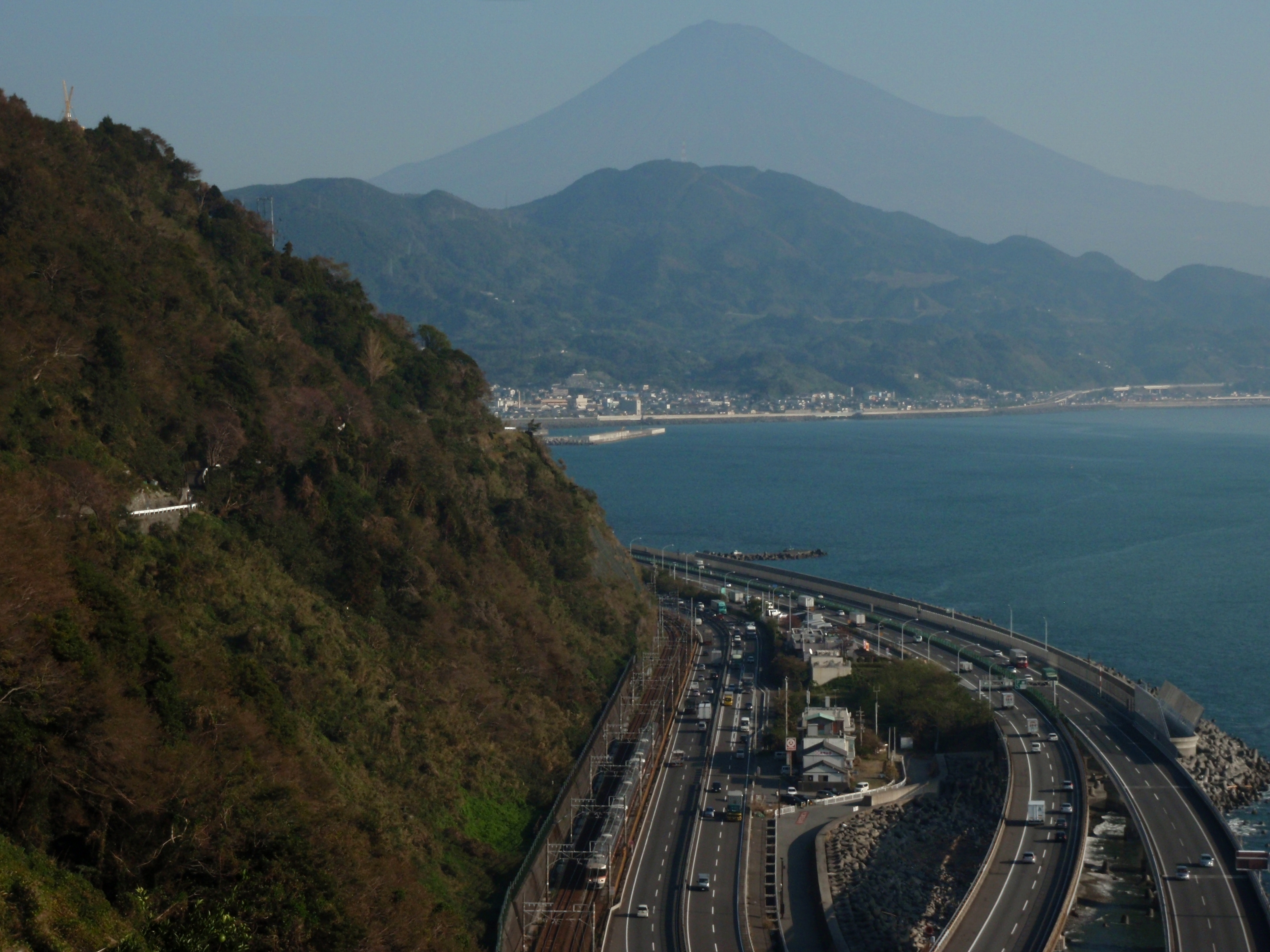
東海道本線薩埵峠附近路段

自鎌倉時代開始，靜岡縣就是連接本州東西大動脈東海道的必經之路，因此有極重要的交通地位。東海道的後身之一，全長589公里的東海道本線中有182公里位於靜岡縣境內:18。靜岡縣內全部新幹線和大部分在來線都由東海旅客鐵道（JR東海）運營，但東海道本線的熱海站以北部分和伊東線由東日本旅客鐵道（JR東日本）運營。JR東海在靜岡縣內運營的在來線包括橫貫靜岡縣東西的東海道本線的熱海站以西部分、靜岡縣東北部的御殿場線、靜岡縣中部的身延線、小部分路段途徑靜岡縣西部的飯田線。東海道新幹線在靜岡縣內有熱海站、三島站、新富士站、靜岡站、掛川站、濱松站六個車站，但東海道新幹線最快的列車希望號列車完全不在靜岡縣內停車。靜岡縣內乘客數最多的在來線車站是靜岡站，日均乘客數約5.9萬人次。其次是濱松站，日均乘客數約3.6萬人次。靜岡縣內還有伊豆急行的伊豆急行線；伊豆箱根鐵道的駿豆線、十國鋼索線；岳南電車的岳南電車岳南線；靜岡鐵道的靜岡清水線；大井川鐵道的大井川鐵道大井川本線、大井川鐵道井川線；天龍濱名湖鐵道的天龍濱名湖線；遠州鐵道的遠州鐵道鐵道線等多條私鐵及第三部門鐵路路線。
靜岡縣境內有東名高速道路、新東名高速道路、三遠南信自動車道、中部横斷自動車道、伊豆縱貫自動車道五條高速公路。由JR東海巴士、遠鐵巴士、靜岡鐵道等公司運營的高速巴士是靜岡縣重要的長途聯外交通方式。國道1號則是靜岡縣東西方向的普通公路主幹道。位於靜岡縣中部的清水港是國際據點港灣，不僅是重要的工業貿易港，亦因可一覽富士山景色而被評為「日本三大美港」之一。靜岡機場位於島田市和牧之原市的交界處，開業於2009年，跑道全長2,500米，是靜岡縣唯一的民航機場。靜岡機場現在運行有飛往札幌、那霸、福岡、鹿兒島的國內航線，以及前往首爾、上海、武漢、寧波、杭州、桃園的國際航線。2016年度，靜岡機場年乘客數達61.1萬人次。

## 觀光

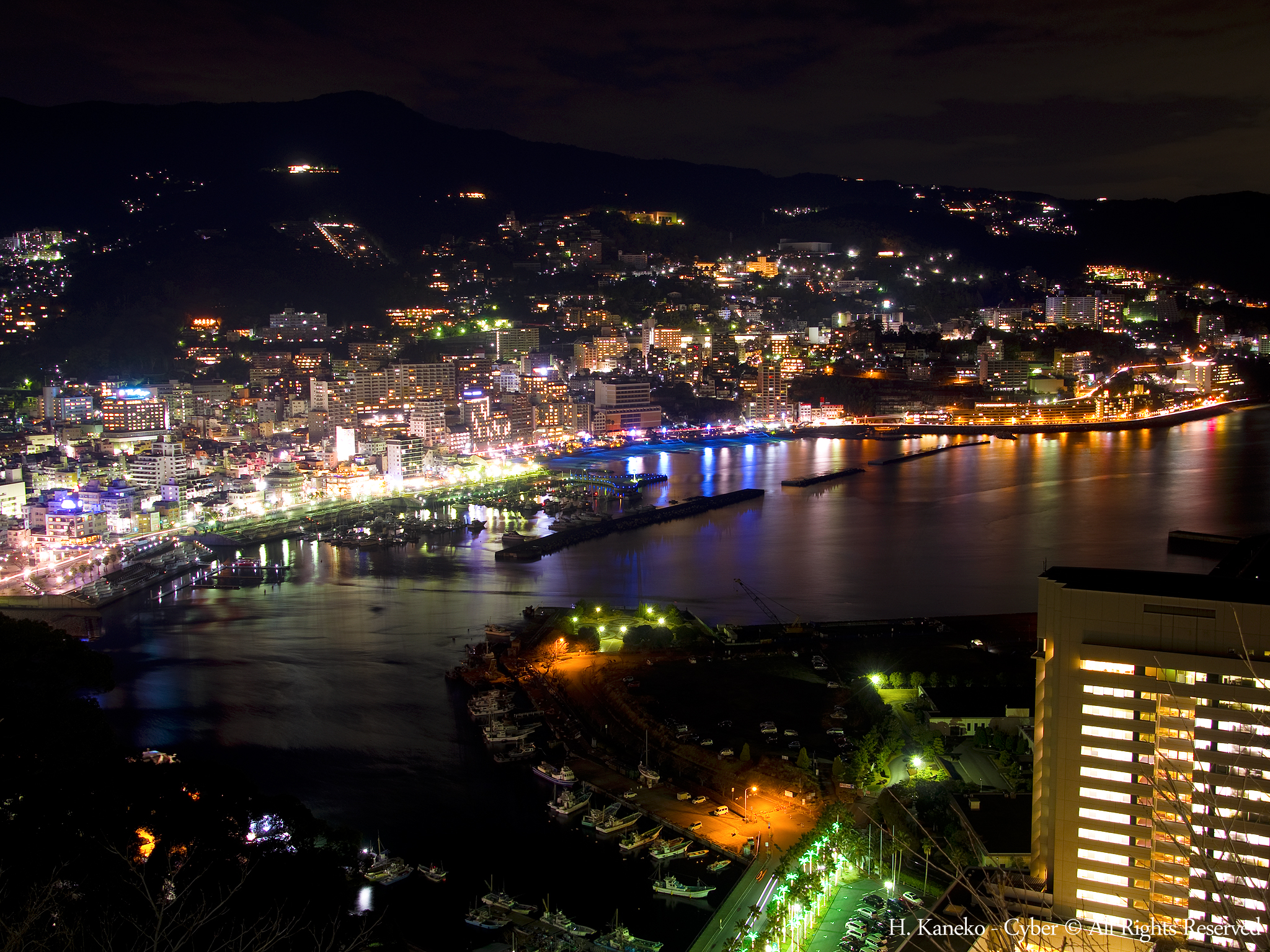
熱海溫泉夜景

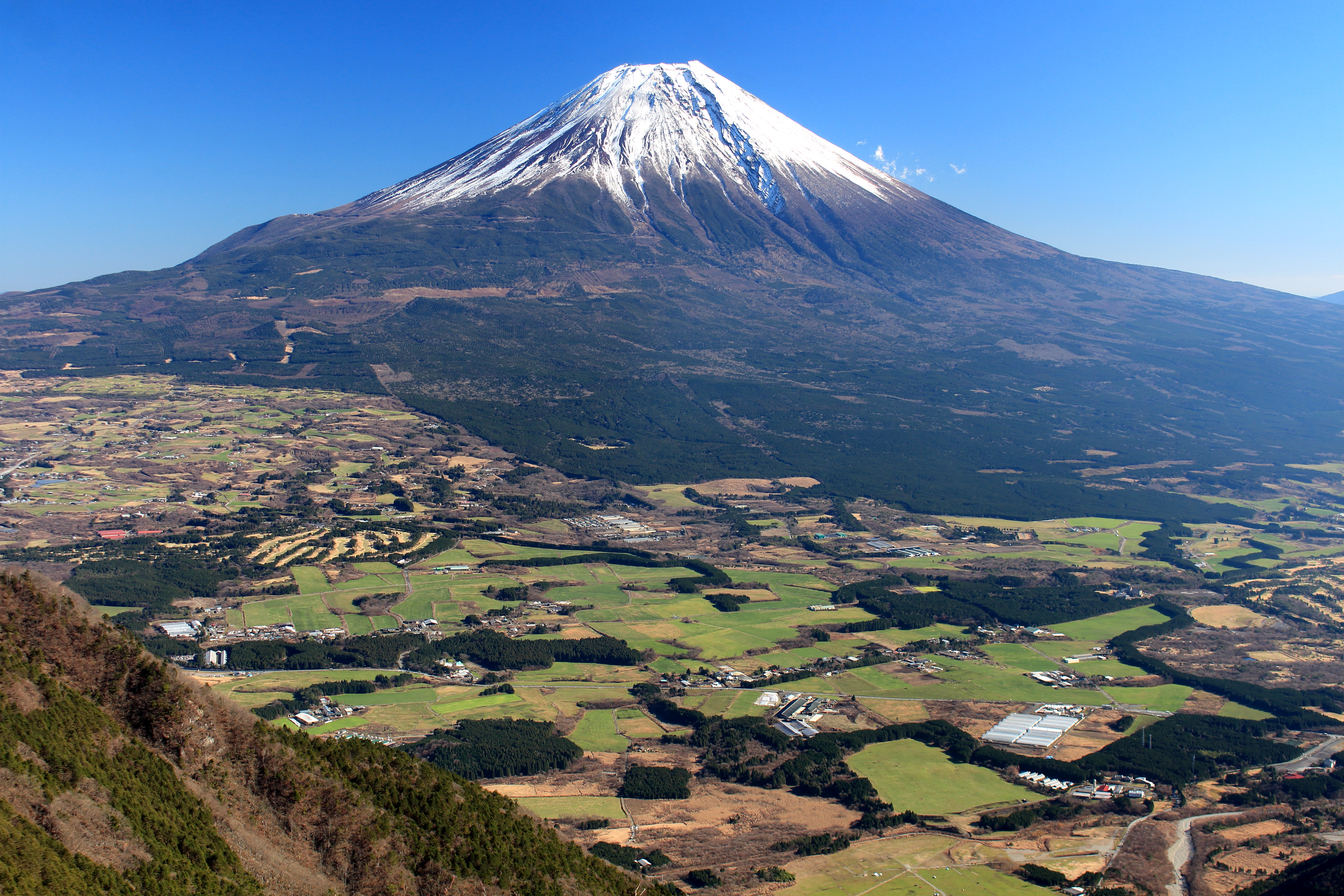
朝霧高原和富士山

靜岡縣三大地區在觀光資源上亦有很大不同。位於靜岡縣西部的濱名湖是汽水湖，融合了淡水和海水的成分，因此湖中生物種類特別豐富。濱名湖湖面開有遊覽船，沿岸有名為「湖北五山」的名剎及溫泉度假區。濱松市動物園和濱松市花園相鄰，吸引不少家族遊客。位於濱松市山區的佐久間水庫的大壩高度是日本第九，總儲水容量是日本第八，在日本土木界擁有里程碑意義，也是著名的觀賞紅葉的勝地。靜岡縣最南端御前崎是一處伸入駿河灣的海岬，景色十分開闊。
位於靜岡市中心的駿府城在江戶時代初期是德川家康大御所政治的中心，也是日本100名城之一。現在駿府城的巽櫓、東御門、坤櫓建築已得到復原，城郭的其他地方則作為公園對民眾開放。位於駿河區和清水區交界處的日本平是眺望富士山的勝地，山頂興建有酒店。日本平山麓的久能山東照宮是和德川家康富有淵源的神社，社殿使用了桃山時代的建築技法修建，是江戶時代初期的代表性建築，被列入日本國寶。清水區沿岸的三保之松原是日本三大松原之一，在7公里長的海岸線內種植有約3萬株松樹。這裡富士山、青松、大海合一的風景亦經常是各類繪畫的題材。
富士山在靜岡縣東部的觀光地圖中擁有極重要地位。富士宮市的朝霧高原既是夏季的避暑勝地，也是一覽富士山全景的著名景點，全境被劃入富士箱根伊豆國立公園。伊豆半島擁有眾多海水浴場和溫泉度假地，靜岡縣95%的溫泉源泉位於伊豆半島，其中又以東海岸數量最多:256。伊豆半島較為著名的溫泉有日本百名湯之一的修善寺溫泉、東海岸的熱川溫泉、稻取温泉等地。靜岡縣最東部的熱海市大部分市區位於山坡之上，都市景觀獨特。熱海市的溫泉療養已有1200年以上的歷史。明治時代之後，熱海因靠近東京的地理位置而吸引眾多名人在此購置別墅，使得熱海有「東京後花園」之稱。今日的熱海市仍是日本最具代表性的溫泉療養都市之一。

## 註解
1. 1 2 3 4 5 6 7 8 9 10 11 12 13 14 15 16 17  .  . 東京都: . 2007. ISBN 978-4-254-16767-2 （日语）.
2. 1 2 3 4 5 6 7 8 9 10 11 12 13 14 15 16 17 18 19 20 21 22 23 24 25 26 27 28 29 30 31 32 33 34 35 36 37 38 39 40  .  . 東京都: . 1982. ISBN 4040012208 （日语）.
3. ↑  . .   [2017-06-03]. （原始内容存档于2016-06-10） （日语）.
4. ↑  . .   [2017-06-03]. （原始内容存档于2017-11-12） （日语）.
5. ↑  . .   [2017-06-03]. （原始内容存档于2017-06-08） （日语）.
6. ↑  . .   [2017-06-03]. （原始内容存档于2016-06-29） （日语）.
7. ↑  . .   [2017-06-03]. （原始内容存档于2016-10-13） （日语）.
8. ↑   (PDF). .   [2017-06-03]. （原始内容 (PDF)存档于2017-06-08） （日语）.
9. ↑  . .   [2017-06-03]. （原始内容存档于2016-09-02） （日语）.
10. ↑   (PDF). .   [2017-06-04]. （原始内容存档 (PDF)于2015-11-06） （日语）.
11. ↑  . .   [2017-06-04]. （原始内容存档于2016-07-03） （日语）.
12. ↑  . .   [2017-06-04]. （原始内容存档于2017-06-06） （日语）.
13. ↑  . .   [2017-06-03]. （原始内容存档于2016-08-13） （日语）.
14. ↑  . .   [2017-06-03]. （原始内容存档于2015-08-25） （日语）.
15. ↑  . .   [2017-06-04]. （原始内容存档于2016-04-18） （日语）.
16. ↑  . .   [2017-06-04]. （原始内容存档于2017-06-08） （日语）.
17. ↑  . .   [2017-06-04]. （原始内容存档于2016-04-18） （日语）.
18. ↑  . .   [2017-06-03]. （原始内容存档于2016-11-14） （日语）.
19. ↑  . .   [2017-06-03]. （原始内容存档于2016-04-18） （日语）.
20. ↑  . .   [2017-06-03]. （原始内容存档于2016-06-14） （日语）.
21. ↑  . .   [2017-06-03]. （原始内容存档于2016-09-20） （日语）.
22. ↑  . .   [2017-06-03]. （原始内容存档于2014-07-18） （日语）.
23. ↑  . .   [2017-06-03]. （原始内容存档于2014-07-18） （日语）.
24. 1 2 3 4  . .   [2017-06-03]. （原始内容存档于2016-03-05） （日语）.
25. ↑   . .   [2017-06-03]. （原始内容存档于2016-04-19） （日语）.
26. ↑  . .   [2017-06-03]. （原始内容存档于2016-04-09） （日语）.
27. ↑  . .   [2017-06-03]. （原始内容存档于2016-08-19） （日语）.
28. ↑  . .   [2017-06-03]. （原始内容存档于2016-08-19） （日语）.
29. ↑  . .   [2017-06-03]. （原始内容存档于2016-08-19） （日语）.
30. 1 2 3 4   (PDF). .   [2017-06-03]. （原始内容存档 (PDF)于2016-08-03） （日语）.
31. ↑  . .   [2017-06-03]. （原始内容存档于2017-06-08） （日语）.
32. ↑  . .   [2017-06-03]. （原始内容存档于2015-01-06） （日语）.
33. 1 2 3 4 5   (PDF). .   [2017-06-03]. （原始内容存档 (PDF)于2017-06-08） （日语）.
34. ↑   (PDF). .   [2020-08-30]. （原始内容存档 (PDF)于2020-08-10） （日语）.
35. ↑  . .   [2017-06-03]. （原始内容存档于2017-05-22） （日语）.
36. ↑   (PDF). .   [2017-06-03]. （原始内容存档 (PDF)于2016-03-04） （日语）.
37. ↑  . .   [2017-10-24]. （原始内容存档于2017-10-23） （日语）.
38. ↑  . .   [2021-11-01]. （原始内容存档于2021-10-31） （日语）.
39. ↑  . .   [2022-08-07]. （原始内容存档于2022-09-09） （日语）.
40. ↑  . .   [2024-05-27]. （原始内容存档于2024-07-17） （日语）.
41. ↑  . .   [2019-06-23]. （原始内容存档于2016-12-17） （日语）.
42. ↑    (PDF). .   [2017-06-03]. （原始内容 (PDF)存档于2017-06-08） （日语）.
43. ↑  . .   [2017-06-03]. （原始内容存档于2017-10-24） （日语）.
44. ↑   (PDF). .   [2017-06-03]. （原始内容存档 (PDF)于2016-03-17） （日语）.
45. ↑   (PDF). .   [2017-06-03]. （原始内容 (PDF)存档于2017-06-08） （日语）.
46. ↑   (PDF). .   [2017-06-03]. （原始内容存档 (PDF)于2020-09-01） （日语）.
47. ↑  . .   [2017-06-03]. （原始内容存档于2017-06-08） （日语）.
48. 1 2  . .   [2017-06-03]. （原始内容存档于2014-09-09） （日语）.
49. ↑  . .   [2017-06-03]. （原始内容存档于2016-07-20） （日语）.
50. ↑  . .   [2017-06-03]. （原始内容存档于2016-05-30） （日语）.
51. ↑  . .   [2017-06-03]. （原始内容存档于2016-05-30） （日语）.
52. ↑   (PDF). .   [2020-08-30]. （原始内容存档 (PDF)于2020-09-01） （日语）.
53. ↑  . .   [2017-06-03]. （原始内容存档于2016-07-13） （日语）.
54. ↑   . .   [2017-06-03]. （原始内容存档于2016-05-31） （日语）.
55. ↑  . .   [2017-06-03]. （原始内容存档于2016-08-03） （日语）.
56. ↑  . .   [2017-06-03]. （原始内容存档于2017-06-06） （日语）.
57. 1 2   (PDF). .   [2017-06-03]. （原始内容存档 (PDF)于2020-09-01） （日语）.
58. ↑  . .   [2017-06-04]. （原始内容存档于2016-04-16） （日语）.
59. ↑  . .   [2017-06-04]. （原始内容存档于2014-06-04） （日语）.
60. ↑  . .   [2017-06-04]. （原始内容存档于2017-02-05） （日语）.
61. ↑  . .   [2017-06-04]. （原始内容存档于2017-02-16） （日语）.
62. ↑  . .   [2017-06-04]. （原始内容存档于2017-06-08） （日语）.
63. ↑  . .   [2017-06-04]. （原始内容存档于2016-10-25） （日语）.
64. ↑  . .   [2017-06-04]. （原始内容存档于2016-11-04） （日语）.
65. ↑  . .   [2017-06-04]. （原始内容存档于2016-04-22） （日语）.
66. ↑  愛玩犀牛. . 玩具人. 2023-10-11  [2025-02-20] （中文（繁體））.
67. ↑  . .   [2017-06-04]. （原始内容存档于2016-03-04） （日语）.
68. ↑  . .   [2017-06-04]. （原始内容存档于2015-12-10） （日语）.
69. ↑  . .   [2017-06-04]. （原始内容存档于2016-11-14） （日语）.
70. ↑  . .   [2017-06-04]. （原始内容存档于2011-04-14） （日语）.
71. ↑  . .   [2017-06-04]. （原始内容存档于2016-10-15） （日语）.
72. ↑  . .   [2017-06-04]. （原始内容存档于2016-06-01） （日语）.
73. ↑  . .   [2017-06-04]. （原始内容存档于2017-02-02） （日语）.
74. ↑   (PDF). .   [2017-06-04]. （原始内容存档 (PDF)于2020-09-01） （日语）.
75. ↑   (PDF). .   [2017-06-04]. （原始内容存档 (PDF)于2016-09-21） （日语）.
76. ↑  . .   [2020-08-30]. （原始内容存档于2020-04-23） （日语）.
77. ↑  . .   [2017-06-04]. （原始内容存档于2016-09-23） （日语）.
78. ↑   (PDF). .   [2020-08-30]. （原始内容存档 (PDF)于2020-09-01） （日语）.
79. 1 2 3 4 5  .  . 東京都: . 2002. ISBN 4-625-62302-2 （日语）.
80. 1 2   (PDF). .   [2017-06-04]. （原始内容 (PDF)存档于2021-04-07） （日语）.
81. ↑  . .   [2017-06-04]. （原始内容存档于2016-12-22） （日语）.
82. ↑  . .   [2017-06-04]. （原始内容存档于2016-04-24） （日语）.
83. ↑  . .   [2017-06-04]. （原始内容存档于2016-11-16） （日语）.
84. ↑  . .   [2017-06-04]. （原始内容存档于2016-06-17） （日语）.
85. ↑  . .   [2017-06-04]. （原始内容存档于2016-10-22） （日语）.
86. ↑  . .   [2017-06-04]. （原始内容存档于2016-11-22） （日语）.
87. ↑  . .   [2017-06-04]. （原始内容存档于2016-05-03） （日语）.
88. ↑  . .   [2017-06-04]. （原始内容存档于2016-10-03） （日语）.
89. ↑  . .   [2017-06-04]. （原始内容存档于2020-07-14） （日语）.
90. ↑   (PDF). .   [2017-06-04]. （原始内容存档 (PDF)于2020-09-01） （日语）.
91. ↑    (PDF). .   [2017-06-04]. （原始内容 (PDF)存档于2016-02-22） （日语）.
92. ↑  . .   [2017-06-04]. （原始内容存档于2016-09-30） （日语）.
93. ↑  . .   [2017-06-04]. （原始内容存档于2016-09-04） （日语）.
94. ↑  . .   [2017-06-04]. （原始内容存档于2016-12-10） （日语）.
95. ↑  . .   [2017-06-04]. （原始内容存档于2016-01-10） （日语）.
96. ↑  . .   [2017-06-04]. （原始内容存档于2017-06-06） （日语）.
97. ↑  . .   [2017-06-04]. （原始内容存档于2016-07-20） （日语）.
98. ↑  . .   [2017-06-04]. （原始内容存档于2016-07-15） （日语）.
99. ↑  . .   [2017-06-04]. （原始内容存档于2016-12-14） （日语）.
100. ↑  . .   [2017-06-04]. （原始内容存档于2016-12-24） （日语）.
101. ↑  . .   [2017-06-04]. （原始内容存档于2016-11-18） （日语）.
102. ↑  . .   [2017-06-04]. （原始内容存档于2017-06-06） （日语）.
103. ↑  . .   [2020-08-30]. （原始内容存档于2020-09-01） （日语）.
104. ↑  . .   [2017-06-04]. （原始内容存档于2016-10-30） （日语）.
105. ↑  . .   [2017-06-04]. （原始内容存档于2017-02-23） （日语）.
106. ↑  . .   [2017-06-04]. （原始内容存档于2016-09-07） （日语）.
107. ↑  . .   [2017-06-04]. （原始内容存档于2016-09-07） （日语）.
108. ↑  . .   [2017-06-04]. （原始内容存档于2015-09-23） （日语）.
109. ↑  . .   [2017-06-04]. （原始内容存档于2017-05-18） （日语）.
110. ↑  . .   [2017-06-04]. （原始内容存档于2016-11-06） （日语）.
111. ↑  . .   [2017-06-04]. （原始内容存档于2016-10-23） （日语）.
112. ↑   (PDF). .   [2017-06-04]. （原始内容 (PDF)存档于2016-11-07） （日语）.
113. 1 2   (PDF). .   [2017-06-04]. （原始内容存档 (PDF)于2016-03-05） （日语）.
114. ↑  . .   [2017-06-04]. （原始内容存档于2020-09-01） （日语）.
115. ↑  . .   [2017-06-04]. （原始内容存档于2016-09-15） （日语）.
116. ↑  . .   [2017-06-04]. （原始内容存档于2017-03-13） （日语）.
117. ↑  . .   [2017-06-04]. （原始内容存档于2016-11-23） （日语）.
118. ↑  . .   [2017-06-04]. （原始内容存档于2017-03-30） （日语）.
119. ↑  . .   [2017-06-04]. （原始内容存档于2017-06-06） （日语）.
120. ↑  . .   [2017-06-04]. （原始内容存档于2017-06-06） （日语）.
121. ↑  . .   [2017-06-04]. （原始内容存档于2016-03-05） （日语）.
122. ↑  . .   [2017-06-04]. （原始内容存档于2017-06-18） （日语）.
123. ↑   (PDF). .   [2017-06-04]. （原始内容存档 (PDF)于2018-05-08） （日语）.
124. ↑   (PDF). .   [2017-06-04]. （原始内容 (PDF)存档于2015-12-03） （日语）.
125. ↑  . .   [2017-06-04]. （原始内容存档于2017-06-06） （日语）.
126. ↑  . .   [2017-06-04]. （原始内容存档于2016-07-07） （日语）.
127. ↑  . .   [2017-06-04]. （原始内容存档于2016-08-07） （日语）.
128. ↑  . .   [2017-06-04]. （原始内容存档于2017-02-23） （日语）.
129. ↑  . .   [2017-06-04]. （原始内容存档于2017-09-16） （日语）.
130. ↑  . .   [2017-06-04]. （原始内容存档于2017-06-06） （日语）.
131. ↑  . .   [2017-06-04]. （原始内容存档于2016-10-24） （日语）.
132. ↑  . .   [2017-06-04]. （原始内容存档于2016-11-13） （日语）.
133. ↑  . .   [2017-06-04]. （原始内容存档于2016-11-01） （日语）.
134. ↑  . .   [2017-06-04]. （原始内容存档于2016-05-08） （日语）.
135. ↑  . .   [2017-06-04]. （原始内容存档于2016-08-26） （日语）.
136. ↑  . .   [2017-06-04]. （原始内容存档于2016-12-20） （日语）.
137. ↑  . .   [2017-06-04]. （原始内容存档于2017-01-11） （日语）.
138. ↑  . .   [2017-06-04]. （原始内容存档于2017-03-24） （日语）.
139. ↑  . .   [2017-06-04]. （原始内容存档于2016-12-30） （日语）.
140. ↑   . .   [2017-06-04]. （原始内容存档于2016-11-05） （日语）.
141. ↑  . .   [2017-06-04]. （原始内容存档于2016-10-31） （日语）.
142. ↑  . .   [2017-06-04]. （原始内容存档于2016-11-13） （日语）.
143. ↑  . .   [2017-06-04]. （原始内容存档于2016-11-27） （日语）.
144. ↑  . .   [2017-06-04]. （原始内容存档于2020-09-01） （日语）.

## 外部連結
- 官方網站
- YouTube上的靜岡縣頻道
- 靜岡縣觀光協會 （页面存档备份，存于）